# Berka (Fluss)
Die Berka ist ein 9,5 km langer, westlicher und orographisch linker Zufluss der Werra im Fulda-Werra-Bergland im Werra-Meißner-Kreis, Hessen (Deutschland).
Es handelt sich um ein Gewässer III. Ordnung.

## Name
Der Name stammt vom Flur- und Ortsnamen Birkach mit der Bedeutung 'Birkengegend' ab. Er setzt sich aus den Wörtern Birke und der ahd. Endung -ahi zusammen.

## Verlauf
Die Berka entspringt auf der Nordostflanke des Hohen Meißner (753,6 m ü. NHN). Ihre Quelle befindet sich 1,6 km nordöstlich der Kasseler Kuppe, der höchsten Erhebung des Bergmassivs. Sie liegt etwas unterhalb der Bergwiesen neben der Landesstraße 3242, die vom Schwalbenthal (Massivostflanke), vorbei am Frau-Holle-Teich und an der Quelle in Südsüdwest-Nordnordost-Richtung nach Kammerbach führt.
Die Berka verläuft in ihrem Höllental genanntem Bachtal in überwiegend östlicher Richtung durch das Gemeindegebiet von Berkatal. Sie durchfließt etwa 1 km unterhalb ihrer Quelle das Dorf Frankenhain. Fortan verläuft sie − bis zu ihrer Mündung entlang der L 3242 − durch Frankershausen, wo der aus dem Breiten- und Kressenborn gespeiste Bornaibach einmündet. Dann passiert sie die Bauerschaft Schafhof, das Forsthaus Schmelzhütte, das unweit davon an ihrem Zufluss Kupferbach gelegene Besucherbergwerk Grube Gustav und das Gasthaus Frau Holle. Anschließend fließt die Berka − jeweils hoch über ihr befindlich − an den Überbleibseln der Burg Bilstein, der Wallburg Hohe Schanze und der Burgruine Schnepfenburg vorbei.
Schließlich mündet die Berka nach Unterqueren der Bundesstraße 27 und der Bahnstrecke Bebra–Göttingen südlich von Albungen, einem nordwestlichen Stadtteil von Eschwege, in den hier von Ostsüdosten heran fließenden Weser-Quellfluss Werra.
Die Berka verläuft gänzlich im Geo-Naturpark Frau-Holle-Land.

## Einzugsgebiet und Zuflüsse
Das Einzugsgebiet der Berka ist 37,324 km² groß. Zu ihren Zuflüssen gehören (flussabwärts betrachtet):
- Bornaibach (links)
- Hollenbach (rechts)
- Mittelbach (links)
- Kupferbach (rechts)